# Film in 1938
Dit artikel gaat over de film in het jaar 1938.

## Gebeurtenissen
- Januari – Metro-Goldwyn-Mayer kondigt aan dat Judy Garland gecast is als Dorothy in de opkomende The Wizard of Oz.
- 5 april – Noel Langley rondt zijn eerste script van The Wizard of Oz af.
- 13 oktober – Het filmen van The Wizard of Oz gaat van start.
- 21 oktober – Buddy Ebsen krijgt een allergische reactie van zijn schmink met aluminiumpoeder tijdens het filmen van The Wizard of Oz. Jack Haley vervangt hem.
- 23 december – Margaret Hamilton brandt zichzelf ernstig tijdens het filmen van The Wizard of Oz.

## Succesvolste films
| Plaats | Titel             | Studio             | Opbrengst      | Opbrengst | Opbrengst           | Opbrengst |
| Plaats | Titel             | Studio             | Internationaal | VS/Canada | Verenigd Koninkrijk | Australië |
| ------ | ----------------- | ------------------ | -------------- | --------- | ------------------- | --------- |
| 1.     | Radio City Revels | RKO Radio Pictures |                | $510.000  |                     |           |

## Academy Awards
11de Oscaruitreiking:
- Beste Film: You Can't Take It with You (Columbia Pictures)
- Beste Regisseur: Frank Capra voor You Can't Take It with You
- Beste Acteur: Spencer Tracy in Boys Town
- Beste Actrice: Bette Davis in Jezebel
- Beste Mannelijke Bijrol: Walter Brennan in Kentucky
- Beste Vrouwelijke Bijrol: Fay Bainter in Jezebel

## Lijst van films
- Adiós Buenos Aires
- The Adventures of Robin Hood
- The Adventures of Tom Sawyer
- Alexander Nevski
- Alexander's Ragtime Band
- Algiers
- The Amazing Dr. Clitterhouse
- Angels with Dirty Faces
- Ask a Policeman
- La Bête humaine
- The Big Broadcast of 1938
- Block-Heads
- Bluebeard's Eighth Wife
- Boys Town
- Bringing Up Baby
- The Buccaneer
- A Christmas Carol
- The Citadel
- The Dawn Patrol
- The Divorce of Lady X
- The Drum
- Everybody Sing
- La Femme du boulanger
- Fools for Scandal
- Four Daughters
- Four's a Crowd
- Gold Is Where You Find It
- The Great Waltz
- Hard to Get
- Having Wonderful Time
- Holiday
- If I Were King
- Jezebel
- The Lady Vanishes
- Listen, Darling
- Love Finds Andy Hardy
- Mad About Music
- The Mad Miss Manton
- A Man to Remember
- Marie Antoinette
- Merrily We Live
- Of Human Hearts
- Olympia
- Out West with the Hardys
- Pygmalion
- Radio City Revels
- Rebecca of Sunnybrook Farm
- Red River Range
- The River
- Room Service
- Sally, Irene and Mary
- The Shining Hour
- The Sisters
- Suez
- Sweethearts
- Test Pilot
- There Goes My Heart
- Three Comrades
- Too Hot to Handle
- Vadertje Langbeen
- Veertig jaren
- Vivacious Lady
- You Can't Take It with You
- The Young in Heart

1870-1879 · 1880-1889 · 1890 · 1891 · 1892 · 1893 · 1894 · 1895 · 1896 · 1897 · 1898 · 1899 · 1900 · 1901 · 1902 · 1903 · 1904 · 1905 · 1906 · 1907 · 1908 · 1909 · 1910 · 1911 · 1912 · 1913 · 1914 · 1915 · 1916 · 1917 · 1918 · 1919 · 1920 · 1921 · 1922 · 1923 · 1924 · 1925 · 1926 · 1927 · 1928 · 1929 · 1930 · 1931 · 1932 · 1933 · 1934 · 1935 · 1936 · 1937 · 1938 · 1939 · 1940 · 1941 · 1942 · 1943 · 1944 · 1945 · 1946 · 1947 · 1948 · 1949 · 1950 · 1951 · 1952 · 1953 · 1954 · 1955 · 1956 · 1957 · 1958 · 1959 · 1960 · 1961 · 1962 · 1963 · 1964 · 1965 · 1966 · 1967 · 1968 · 1969 · 1970 · 1971 · 1972 · 1973 · 1974 · 1975 · 1976 · 1977 · 1978 · 1979 · 1980 · 1981 · 1982 · 1983 · 1984 · 1985 · 1986 · 1987 · 1988 · 1989 · 1990 · 1991 · 1992 · 1993 · 1994 · 1995 · 1996 · 1997 · 1998 · 1999 · 2000 · 2001 · 2002 · 2003 · 2004 · 2005 · 2006 · 2007 · 2008 · 2009 · 2010 · 2011 · 2012 · 2013 · 2014 · 2015 · 2016 · 2017 · 2018 · 2019 · 2020 · 2021 · 2022 · 2023 · 2024 · 2025